# كيث هاميلتون
كيث هاميلتون (بالإنجليزية: Keith Hamilton)‏ هو سياسي أسترالي، ولد في 9 مايو 1936 في بالارات في أستراليا. حزبياً، نشط في حزب العمال الأسترالي. وقد انتخب عضو الجمعية التشريعية فيكتوريا.